# ملعب ملي

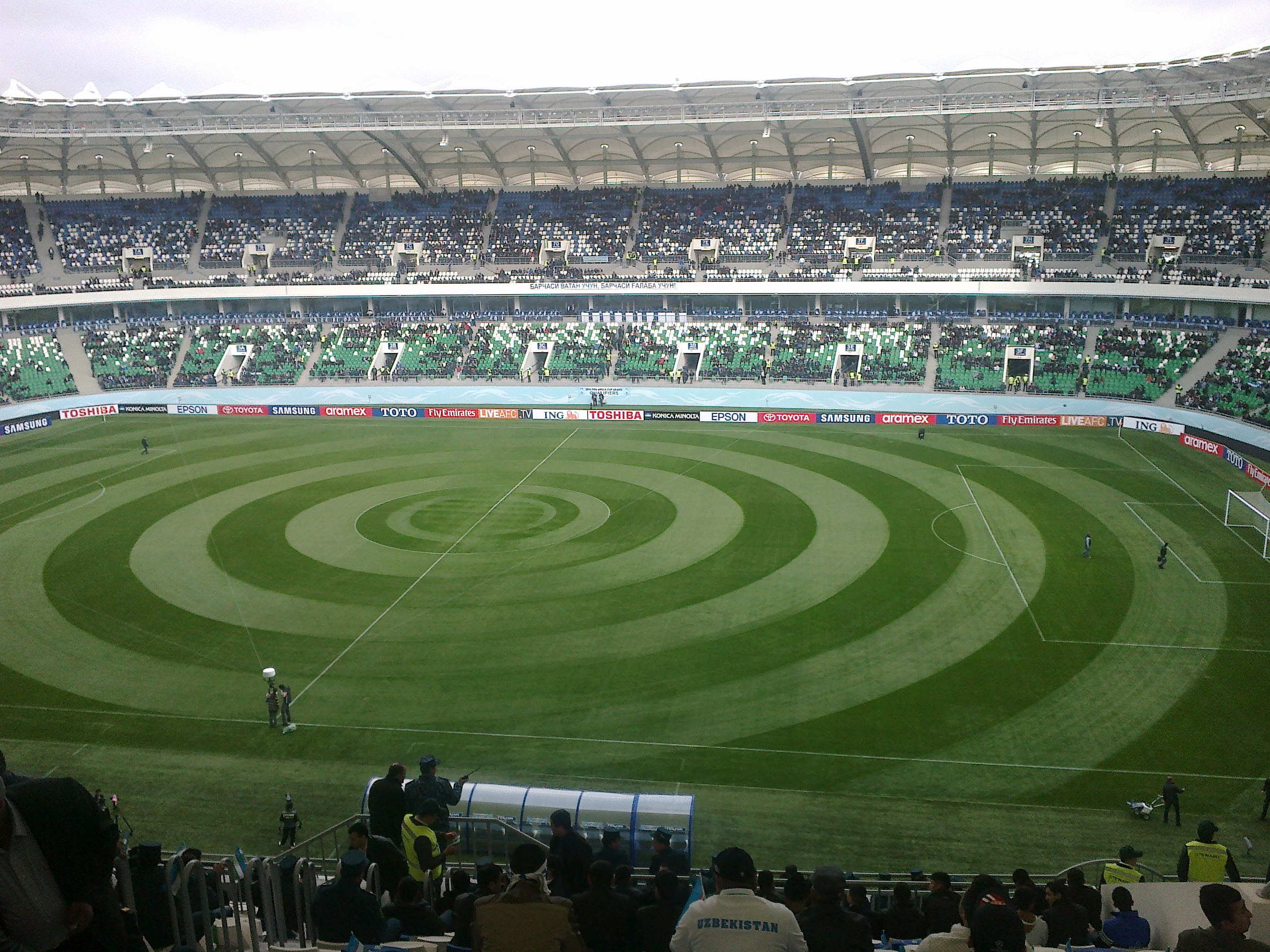
ملعب بونيودكور من الداخل

ملعب بونيودكور (بالأوزبكية: Bunyodkor Stadioni)‏‎، هي ملعب لكرة القدم تستخدم لكل الألعاب، تقع مقرها الرئيسي في العاصمة الأوزبكية طشقند. 

## تاريخ تأسيس الملعب
برغم إنشاء نادي بونيودكور سنة 2005م، وهي نادي رياضي حديث، بدأت افتتاح الملعب في شهر سبتمبر سنة 2012م، وتتسع نحو 34.000 الف متفرج.

## وصلات خارجية
- World Stadium Profile